# Rocca Paolina

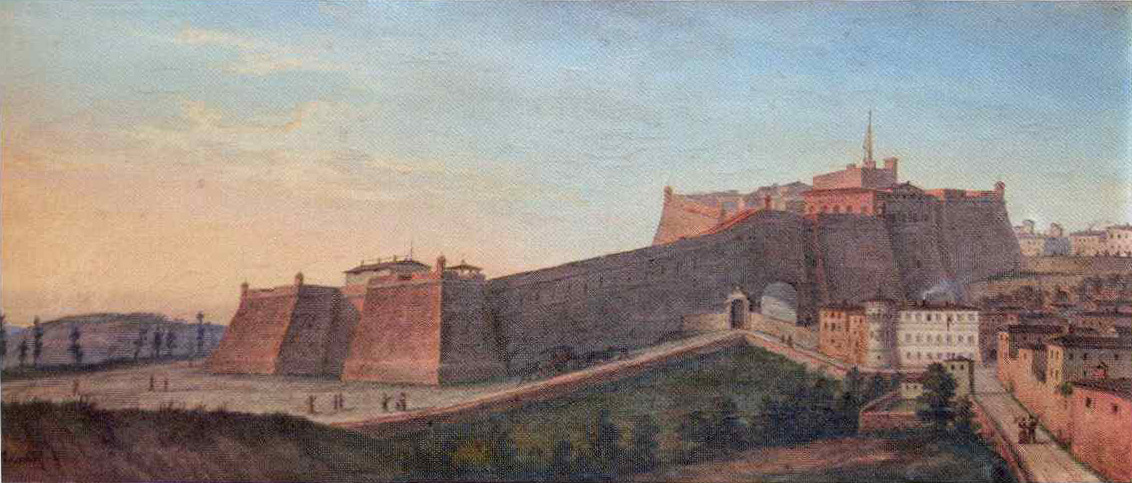
Ansicht der Festung auf einem Gemälde aus dem 19. Jahrhundert

Die Rocca Paolina war eine Renaissancefestung in Perugia.

## Geschichte
Sie wurde zwischen 1540 und 1543 im Auftrag von Papst Paul III. errichtet und war bis 1860 das Symbol der päpstlichen Macht über die Stadt. Das von Alessandro Tomassoni da Terni und Antonio da Sangallo dem Jüngeren entworfene Bauwerk wurde auf den ehemaligen Häusern der Familie Baglioni, die sich gegen den Papst aufgelehnt hatte, errichtet und nahm einen großen Teil des Südhangs von Perugia ein. Für den Bau wurden die Materialien des vor der Stadt gelegenen Dorfes Santa Giuliana verwendet, das mit seinen Kirchen und Klöstern vollständig abgerissen wurde, während die Häuser, Straßen, Türme und Höfe innerhalb der alten Stadtmauer, die in den Umkreis des neuen Gebäudes fielen, einbezogen wurden und als Basis – mit mächtigen Gewölben bedeckt – sein Untergeschoss bildeten.
Die 1848 teilweise zerstörte und 1860 auf Veranlassung von Papst Pius IX. wieder aufgebaute Rocca wurde in den Jahrzehnten nach der Eingliederung in das Königreich Italien endgültig abgerissen, um Platz für den Bau zahlreicher Gebäude und Anlagen des 19. Jahrhunderts zu schaffen (Piazza Italia, Via Masi, Carducci-Gärten, Viale Indipendenza).
Von der alten Rocca (die in drei Teile gegliedert war: den Papstpalast, den Korridor und die „Zange“) blieben nach diesen gewaltigen städtebaulichen Umbauten nur die Untergeschosse des Papstpalastes übrig. Diese wurden schließlich 1932 freigelegt und 1965 fertiggestellt, um dem Publikum eine „unterirdische Stadt“ von großer Faszination zu bieten.
Seit 1983 durchquert ein Fußgängerweg mit Rolltreppen die Festung, der vom Busbahnhof entlang der Umgehungsstraße bis zur etruskischen Akropolis führt. Heute werden die weitläufigen und einzigartigen Räume der Festung das ganze Jahr über für verschiedene kulturelle Veranstaltungen genutzt.
Im Inneren der Festung sind auch die steinernen Überreste des antiken „Giuoco del Pallone“ (ein Holzstadion) zu bewundern.

## Anlage
Die Festung bestand aus drei Teilen: dem Papstpalast, dem Korridor und der „Zange“ zur Landseite hin. Der Architekt hatte jedoch das Geschick, die antike etruskische Architektur der Porta Marzia, die noch heute an der gleichnamigen Straße steht, in die neuen Backsteinmauern zu integrieren. Für den Bau der Rocca Paolina mussten etwa dreihundert Häuser (das gesamte Viertel Santa Giuliana), die Paläste der Familie Baglioni, die damals die Stadt beherrschte und den Aufstand anführte, sowie mehrere Türme und Kirchen abgerissen werden, darunter Santa Maria dei Servi aus dem 15. Jahrhundert, die von Zeitzeugen als die schönste der Stadt bezeichnet wurde.

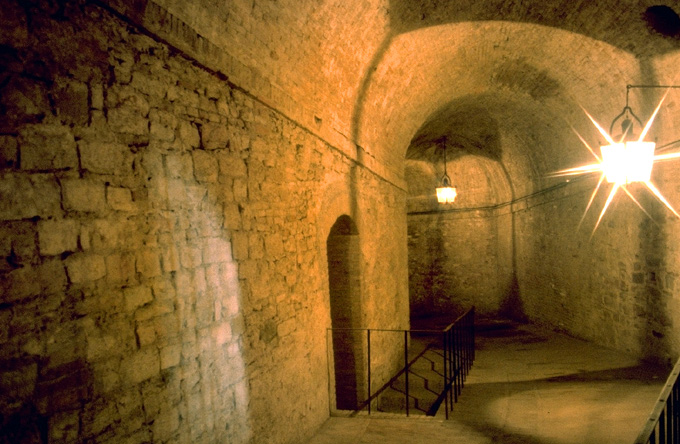
Blick von der Porta Marzia auf den Eingang der Festung

Die Rocca Paolina mit ihrer düsteren Gestalt war bis 1861 (Vereinigung Italiens) das Symbol der päpstlichen Macht über die alte freie Kommune. Mit der Vereinigung Italiens wurde die Rocca, nach einer ersten Phase mit den Aufständen von 1848, systematischen Abrissen unterzogen, die bis zum Ende des Jahrhunderts andauerten und zur Zerstörung der drei oben genannten Teile führten. Nur der Palazzo Papale aus dem 16. Jahrhundert wurde durch den heutigen Palazzo della Provincia ersetzt, während die angrenzenden Paläste und Gärten des Komplexes aus dem 19. Jahrhundert auf den alten mittelalterlichen Strukturen basieren, die bereits vor der Festung bestanden haben sollen.
Nachdem die unterirdischen Teile jahrzehntelang in Vergessenheit geraten waren, begannen 1932 die Freilegungsarbeiten, die 1965 abgeschlossen wurden. Seit 1983 durchquert eine Rolltreppe die Rocca Paolina und verbindet den Ausgangspunkt der etruskisch-römischen Akropolis (Piazza Partigiani) mit ihrem Herzen, der Piazza Italia.

## Präsentation zeitgenössischer Werke
Werke zeitgenössischer Künstler stehen im Dialog mit der Geschichte des Ortes. Am eindrucksvollsten ist der „Grande Nero“ von Alberto Burri, das einzige kinetische Werk des Meisters, das seit 1984 genau nach Burris Anweisungen in der Wasserhalle der Rocca Paolina steht (in den 1950er-Jahren diente die Halle als Trinkwasserreservoir). Es hat die Form eines über sieben Meter hohen Polyeders und besteht aus sechs kastenförmigen, schwarz lackierten Stahlelementen; das Element an der Spitze enthält eine Lünette, die sich dank eines elektrischen Mechanismus dreht. Entlang der Rolltreppe befinden sich weitere zeitgenössische Skulpturen: „Der Flug der Tauben“ (1986) von Massimo Pierucci, das die Stadt Perugia dem schwedischen Pazifisten Olof Palme zum Gedenken an seinen gewaltsamen Tod im Jahr 1986 gewidmet hat; das Werk ist von den ersten Stufen der Rolltreppe aus sichtbar. Und schließlich das Bronzedenkmal von Romeo Mancini aus dem Jahr 1985, das den „umbrischen Demokraten, Opfer des faschistischen Squadrismus 1921–1922“ gewidmet ist und das der Künstler der Stadt geschenkt hat.

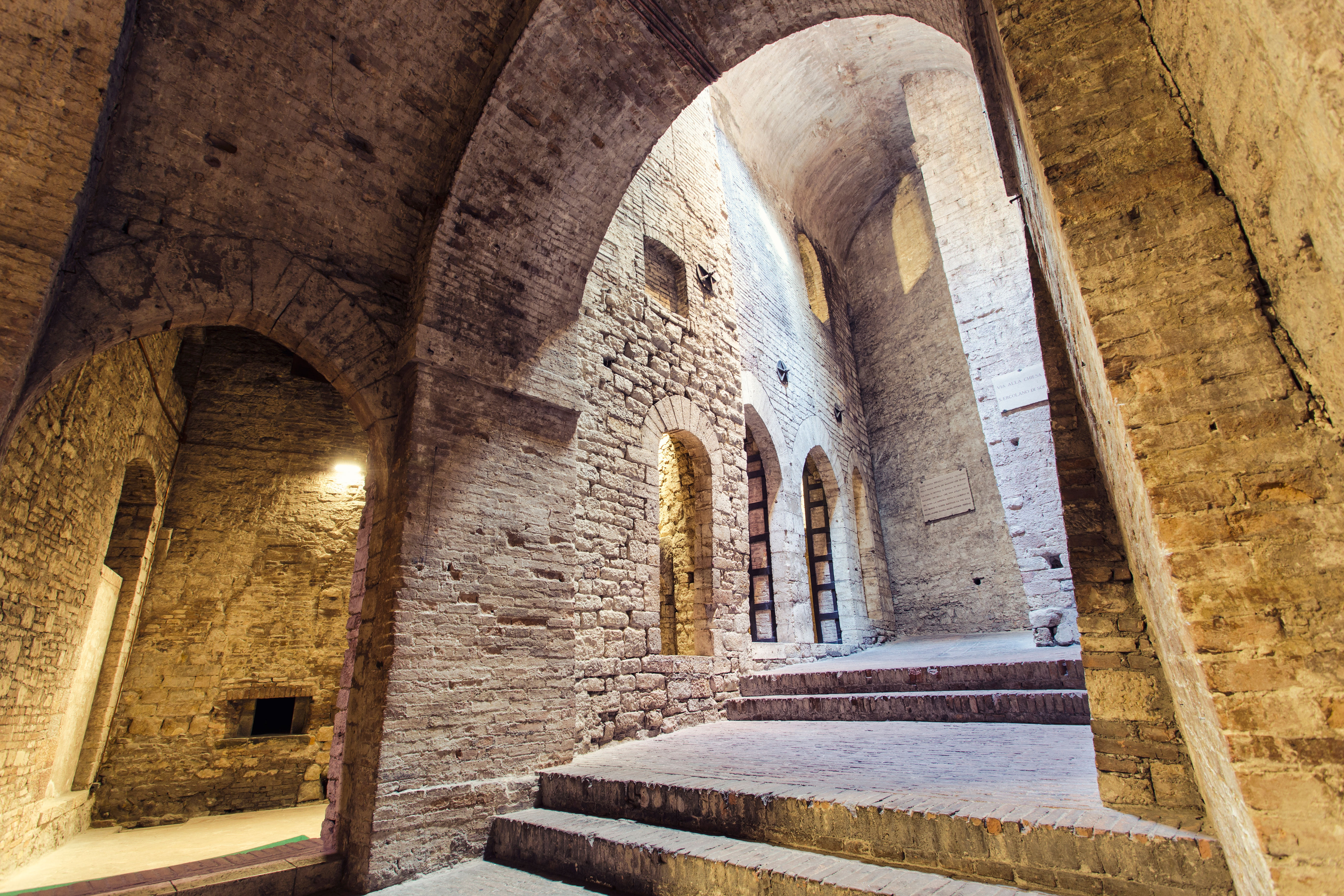
Der mittelalterliche Stadtteil im Innern der Festung